# Roberto Íñiguez de Heredia Santamaria
Roberto Iñiguez de Heredia Santamaria, més conegut com Roberto Íñiguez, (Vitòria, 5 de setembre de 1967) és un exjugador i entrenador de bàsquet basc.
Base, s'inicià a la pràctica de l'esport al col·legi San Viator de Vitòria i es formà en les categories inferiors del Saski Baskonia. La temporada 1987-88 fitxà pel Pamesa València de la Primera Divisió B i, al final d'aquella mateixa temporada, aconseguí l'ascens a la Lliga ACB. Posteriorment, jugà al Gran Canaria (1990-92), Juver Murcia (1993-94), Tizona Burgos (1993-94), Sonita L'Horta (1995) i Òptica Gandia (1995-96) de la Lliga EBA. Es retirà com a jugador amb vint-i-nou anys.
Com a entrenador dirigí durant vuit temporades les categories de formació del València Basket Club (júnior, sub-20 i lliga EBA) i la temporada 2011-12 fitxà pel Ros Casares. guanyant una Eurolliga femenina i una Lliga espanyola. La temporada següent fitxà pel Fenerbahçe, amb el qual guanyà dues Copes President (2013, 2014), una Lliga turca (2012-13) i fou dues vegades subcampió de l'Eurolliga (2013, 2014). El febrer de 2015 substituï Ramon Jordana després de la seva dimissió com a entrenador de l'Spar Citylift Girona i, l'abril del mateix any conquerí el títol de Lliga, el primer de l'entitat. Posteriorment, ha dirigit altres clubs europeus com el Nadejda Orenburg de la lliga russa (2015-17), el Sopron Basket de la lliga hongaresa, aconseguint dues Lligues (2017-18, 2018-19) i una Copa (2019), i el Dinamo de Kursk (2019-20).

## Palmarès
- 1 Eurolliga de bàsquet femenina (2011-12)
- 4 Lligues espanyoles de bàsquet femenina (2011-12, 2014-15, 2020-21, 2021-22)
- 1 Copa espanyola de bàsquet femenina (2022)
- 1 Supercopa espanyola de bàsquet femenina (2021)
- 1 Lliga turca de bàsquet femenina (2012-13)
- 2 Copes President de bàsquet femenina (2013, 2014)
- 2 Lligues hongareses de bàsquet femenina (2017-18, 2018-19)
- 1 Copa hongaresa de bàsquet femenina (2019)